# 未来のヒーローたちへ
『未来のヒーローたちへ』（みらいのヒーローたちへ）は、タケヤキ翔のシングル。1枚目のCDシングルとして2022年8月17日にポニーキャニオンより発売された。

## 概要
本作は、ソロプロジェクト「ラトゥラトゥ」のボーカリストとして活動しているYouTuberタケヤキ翔のソロデビュー作である。
表題曲は、テレビアニメ『組長娘と世話係』のオープニングテーマとなっており、タケヤキ翔がアニメ主題歌を担当するのは初となった。
アニメ第1話放送終了後の7月8日に表題曲が先行配信された。

## 収録内容
| #         | タイトル                               | 作詞         | 作曲         | 編曲         | 時間  |
| --------- | -------------------------------------- | ------------ | ------------ | ------------ | ----- |
| 1.        | 「未来のヒーローたちへ」               | ANCHOR       | ANCHOR       | ANCHOR       | 3:59  |
| 2.        | 「1/30000日の人生」(タケヤキ翔ver.)    | ZiNG、ANCHOR | ZiNG、ANCHOR | ZiNG、ANCHOR | 3:40  |
| 3.        | 「未来のヒーローたちへ」(Instrumental) |              |              |              | 3:56  |
| 4.        | 「1/30000日の人生」(Instrumental)      |              |              |              | 3:34  |
| 合計時間: | 合計時間:                              | 合計時間:    | 合計時間:    | 合計時間:    | 15:09 |

## タイアップ
未来のヒーローたちへ
テレビアニメ『組長娘と世話係』オープニングテーマ